# Bézac
Bézac (okzitanisch Vesac) ist eine französische Gemeinde mit 476 Einwohnern (Stand 1. Januar 2022) im Département Ariège in der Region Okzitanien. Die Gemeinde gehört zum Arrondissement Pamiers, zum Kanton Pamiers-1 und zum Gemeindeverband Portes d’Ariège Pyrénées.
Sie entstand mit Wirkung vom 1. Januar 2023 als Commune nouvelle durch Zusammenlegung der bis dahin selbstständigen Gemeinden Bézac und Saint-Amans, die fortan den Status von Communes déléguées besitzen. Der Verwaltungssitz befindet sich im Ortsteil Bézac.

## Gemeindegliederung
| Commune déléguée        | Ehemaliger INSEE-Code | PLZ   | Fläche (km²) | Einwohnerzahl (2022) |
| ----------------------- | --------------------- | ----- | ------------ | -------------------- |
| Bézac (Verwaltungssitz) | 09056                 | 09100 | 8,35         | 433                  |
| Saint-Amans             | 09255                 | 09100 | 2,64         | 043                  |

## Geographie
Bézac liegt am nördlichen Rand des Départements Ariège ca. 5 Kilometer nordwestlich von Pamiers und ca. 20 Kilometer nördlich von Foix.
Umgeben wird Bézac von den vier Nachbargemeinden:
| Unzent | Bonnac                                      |         |
|        | Kompassrose, die auf Nachbargemeinden zeigt |         |
|        | Escosse                                     | Pamiers |

Bézac liegt im Einzugsgebiet des Flusses Garonne am linken Ufer der Ariège, einem rechten Nebenfluss der Garonne. Die Estrique mündet als im Gemeindegebiet als linker Nebenfluss in die Ariège. Kleinere Nebenflüsse der Estrique bewässern ebenfalls die Gemeinde, der Ruisseau de Labayche,
der Ruisseau de l’Homme Mort, der Ruisseau du Pontet und der Ruisseau de Bourras.

## Sehenswürdigkeiten
| Name                                                 | Ort         | Bemerkungen | Bild |
| ---------------------------------------------------- | ----------- | --- | ---- |
| Pfarrkirche Petri in Ketten (Saint-Pierre-aux-Liens) | Bézac       | Aus dem 12. und 13. Jahrhundert mit Erweiterungen im 17. Jahrhundert und Neubau im 19. Jahrhundert              |      |
| Bürgermeisteramt und Schule                          | Bézac       | Erbaut im ausgehenden 19. Jahrhundert als reine Schule                                                          |      |
| Pfarrkirche Saint-Amans                              | Saint-Amans | Mit Ursprüngen aus dem 13. Jahrhundert, Erweiterungen im 19. Jahrhundert und Restaurierungen im 20. Jahrhundert |      |

## Bildung
Die Gemeinde verfügt über eine öffentliche Vor- und Grundschule in Bézac mit 25 Schülern im Schuljahr 2022/2023.

## Verkehr
Die Gemeinde ist nur über Nebenstraßen mit den Nachbargemeinden verbunden. Die Route départementale 119 führt zur nächstgrößere Gemeinde Pamiers im Südosten.